# Tempel des Sol
Der Tempel des Sol (lateinisch templum Solis) war ein Heiligtum des Sonnengottes im antiken Rom.
Der Tempel war dem römischen Gott Sol Invictus gewidmet. Am 25. Dezember 274 wurde der Bau vom römischen Kaiser Aurelian geweiht. Dieser Kaiser erfüllte mit dem Bau des Tempels ein Gelübde, das er nach seinem erfolgreichen Feldzug gegen Palmyra im Jahr 272 abgelegt hatte, und finanzierte durch die Beute dieses Feldzugs den Bau des Tempels. Der Tempel befand sich in der Regio VII Via Lata.
Reste des Tempels sind nicht erhalten, die genaue Lokalisierung ist nur ungefähr möglich. Er lag östlich der Via del Corso. Andrea Palladio, der Rom in den 1540er Jahren dreimal besuchte, zeichnete im 16. Jahrhundert die Überreste eines großen Komplexes östlich der Via Lata (Via del Corso), den der deutsche Historiker Christian Hülsen dem Sonnentempel zuschrieb. Dieser Komplex bestand aus einem rechteckigen, von Kolonnaden umgebenen Gelände, das in zwei Teile geteilt war.
Die kurzen Seiten eines ersten Innenhofs (55 × 75 m) bestanden aus zwei Halbkreisen und die Wände waren mit zwei Säulenordnungen geschmückt, die Nischen umrahmten. Ein kleiner quadratischer Raum (15 × 15 m) trennte ihn von einem zweiten größeren Innenhof (130 × 90 m), der auf derselben Achse lag und über drei rechteckige Nischen verfügte, die an den Längsseiten offen waren (die beiden seitlichen waren breiter und hatten jeweils zwei Eingänge). Säulen und ausgestattet mit einer kleinen Apsis und drei weiteren Nischen an der kurzen Seite am Ende des Hofes, wobei die mittlere Nische halbkreisförmig war, während die seitlichen rechteckig waren und alle drei über zweisäulige Eingänge verfügten.
Die kurzen Seiten eines ersten Innenhofs (55 × 75 m) endete halbkreisförmig in einer großen Apsis; die Wände waren mit zwei Nischen umrahmenden Säulenordnungen geschmückt. Ein kleiner quadratischer Raum (15 × 15 m) trennte diesen Bereich von einem zweiten größeren Innenhof (130 × 90 m), der auf derselben Achse lag und über drei rechteckige Nischen an den Langseiten verfügte. Drei weitere Nischen befanden sich an der kurzen Seite am Ende des Hofes, wobei die mittlere Nische halbkreisförmig war.